# 国民統一党 (ミャンマー)
国民統一党（こくみんとういつとう、ミャンマー語: တိုင်းရင်းသားစည်းလုံးညီညွတ်ရေးပါတီ, ラテン文字転写: Taigyintha Silonenyinyutye Party、英語: National Unity Party、略称：NUP）は、ミャンマー（ビルマ）の政党である。

元旗(1988年-2016年)

ビルマ社会主義計画党（BSPP）は　1988年9月24日に国民統一党に改名した。1990年の総選挙では492議席中の10議席を獲得するにとどまり、現在に至るまで活動は低調である。もっとも、国家平和発展評議会（軍事政権）が召集を拒否し続けたため、国民議会は一度も開かれることはなかった。2010年総選挙にも参加し、下院で12議席、上院で5議席を獲得。2015年の総選挙では上院1議席の獲得に留まった。